# Los Americans
Los Americans es una serie que cuenta con un foco multigeneracional, de una familia de clase media que vive en Los Ángeles. La familia Valenzuela vive en Los Ángeles en un hogar multigeneracional. Lee y su madre Lucía (Lupe Ontiveros) difieren sobre cómo lidiar con los problemas que surgen, incluyendo el alcoholismo, la rebelión adolescente y las dificultades de inmigración. Lee Valenzuela tiene raíces latinas y Alma, su esposa cree que tienen una familia estadounidense normal con Paul (JC Gonzalez), su hijo y Jennifer su hija, dos adolescentes. El espectáculo estuvo escrito y dirigido por Dennis Leoni y liberado en 2011.

## Trama
La familia Valenzuela trata de muchos asuntos enfocados en las familias americanas de hoy, incluyendo temas como los  paros, el alcoholismo y las identidades culturales.
Los Americans presenta a varios aclamados actores latinos, entre ellos, Esai Morales, Lupe Ontiveros y Tony Plana. Los Valenzuela se enfrentan a problemas familiares como la mayoría de las familias estadounidenses; se abordan la movilidad social, el alcoholismo, el desempleo, la inmigración y la infidelidad.
La serie aborda situaciones realistas con las que los estadounidenses de todas las razas pueden relacionarse y las traduce a un espectáculo cautivador. Pero no todo es drama y lágrimas, "Los Americans es dramático, pero divertido a veces", dice Morales, quien es uno de los actores de la serie.

### Episodios
| Número | Título                        | Descripción |
| ------ | ----------------------------- | --- |
| 8      | "Yendo a México"              | Mientras todo el mundo se preocupa sobre los desafíos que el embarazo de Ariel presenta a la familia, Lee finalmente consiguió su trabajo soñado. Las cosas van de mal en peor cuando Pilar es llevada por la policía de Inmigración y Aplicación de Aduana; aparentemente fue entregada por el marido de Victoria, Jack. Echando sal en la herida, la entrevista de trabajo de Lee se convierte en una pesadilla. Escrito por Anónimo                                                        |
| 7      | "La verdad duele"             | En un intento de proteger a Ariel de su abusiva madre, los Valenzuela aceptan a otro invitado en la casa, pero eso no impide que la madre de Ariel desafíe a Alma, lo que se convierte en una confrontación física a la vista de los vecinos. Lee conoce al esposo de Victoria, Jack, quien tiene un problema con Lee para ayudar a su esposa, la cantidad de personas que viven en la casa de Valenzuela y los disturbios que toda esa gente parece estar creando en su vecindario pacífico. |
| 6      | "Secretos"                    | - |
| 5      | "No nos lleve a la tentación" | Cuando Lee ayuda a la hermosa y nueva vecina Victoria a poner en marcha su auto, un regalo de galletas de chocolate desencadena una cadena de culpa, engaño, mentiras, celos e hipocresía. Todo parece trivial cuando Lee y Alma descubren que la amiga de Ariel, de quince años, está embarazada. Pero nada de esto se compara con lo que sienten cuando Pablo los golpea con una revelación propia. Escrito por Anónimo                                                                     |
| 4      | "Herencia familiar "          | Lee, Alma, Memo y Pilar regresan para encontrar a Jennifer inconsciente en las manos de los chicos que invitó. Lee y Alma están enojados con Jennifer por invitar a los chicos y luego beber hasta que se desmayó, pero están furiosos con Lucía por emborracharse, desmayarse y dejar a los niños desprotegidos. Se aprenden lecciones duras sobre los problemas que el alcoholismo ha dejado para la familia Valenzuela.                                                                    |
| 3      | "El Legado"                   | Memo consigue un trabajo antes de que Lee lo haga, provocando una celebración que va mal. Con los padres fuera, Lucía bebe desamiado, se desmaya y Jennifer de diecisiete años invita a algunos amigos para la fiesta, lo que la lleva a beber demasiado y también a desmayarse, dejándola vulnerable ... y hacer lo que quieran los chicos. |
| 2      | "Pez y Huéspedes de Casa"     | Los Valenzuela tratan de adaptarse a extraños familiares que viven en su casa. Hay un problema creciente en Lucia con el alcohol y la lucha de Lee con la perspectiva de su futuro desempleo y la pérdida de ingresos. Pilar, la esposa indocumentada de Memo, sorprende a Lee con su generosidad. |
| 1      | "Cumpleaños feliz"            | Leandro o Lee, como el prefiere ser llamado: el idílico mundo suburbano de los Valenzuela se sacude cuando trata de perder su empleo, el alcoholismo de su madre y tres nuevos huéspedes: su primo; Memo, a quien no ha visto en treinta años, la esposa indocumentada de Memo y su hijo con sobrepeso. Escrito por Richard Cummings Jr |

## Reparto
- Esai Morales como Leandro Valenzuela.
- Lupe Ontiveros como Lucia Valenzuela.
- JC González  como Paul Valenzuela.
- Raymond Cruz como Memo.
- Tony Plana como Max.
- Yvonne DeLaRosa como Alma Valenzuela.
- Ana Villafañe como Jennifer Valenzuela.

## Premios y reconocimiento
- The Imagen Foundation - Mejor serie web, 2012[3]

- Alan Greenlee, Vicepresidente de Programas, One Economy declaró: "Esta serie es un drama atractivo que ayudará a millones de jinetes a tomar medidas para mejorar sus vidas y tomar decisiones informadas."[4]

- 'Indie Series Awards'   Nominado, ISA - Mejor actriz de reparto - Drama, 2012 Lupe Ontiveros[5]

- 'Indie Series Awards'  'Nominado, ISA - Mejor actor de reparto - Drama, 2012 Raymond Cruz